# Каракулин, Борис Палладиевич
Борис Палладиевич Каракулин (1888—1942) — русский советский ботаник, миколог и фитопатолог.

## Биография
Родился в Пскове 9 августа 1888 года. Учился в Псковской губернской гимназии, затем — на естественном отделении физико-математического факультета Петербургского университета, который окончил в 1912 году. Среди учителей Б. П. Каракулина — геоботаник Сергей Сергеевич Ганешин. С 1913 года Каракулин — практикант в Центральной фитопатологической станции при Петербургском ботаническом саде (ныне — Ботанический сад БИН РАН). В 1914—1916 годах преподавал фитопатологию на Вечерних агрономических курсах Петроградского общества народных университетов. В 1915 году назначен младшим специалистом по микологии и фитопатологии Фитопатологической станции.
В 1916 году призван на военную службу. С 1918 года — специалист по микологии при Фитопатологической станции. В 1919 году повторно призван на службу. В 1921 году по ходатайству наркомзема вновь откомандирован на Станцию, где стал старшим научным сотрудником. С 1929 по 1932 год — доцент на Курсах прикладной зоологии и фитопатологии. В 1930—1931 годах — доцент Ленинградского государственного университета, где читал курс лекций по общей микологии.
В 1913—1914 годах занимался микологическими исследованиями в Уфимской губернии, в 1915 году — исследовал грибные болезни клевера в Орловской губернии.
В соавторстве с Николаем Ивановичем Васильевским (1884—1950) Б. П. Каракулин вёл работу по составлению обзора основных паразитических несовершенных грибов. Были изданы два тома работы — т. 1 «Гифомицеты» (1937) и т. 2 «Меланкониальные» (1950).
Погиб в 1942 году во время эвакуации из блокадного Ленинграда.

## Некоторые публикации
- Каракулин Б. П., Лобик А. И. К микологической флоре Уфимской губернии // Материалы по микологическому обследованию России. — 1915. — Т. II. — С. 1—86.
- Каракулин Б. П. Морфология и систематика грибов // Фитопатология. — 1935. — С. 31—70.
- Васильевский Н. И., Каракулин Б. П. Паразитные несовершенные грибы. I. Гифомицеты. — М.—Л., 1937. — 517 с.
- Васильевский Н. И., Каракулин Б. П. Паразитные несовершенные грибы. Ч. II. Меланкониальные. — М.—Л., 1950. — 680 с.

## Роды, названные именем Б. П. Каракулина
- Karakulinia N.P.Golovina, 1964, nom. nov. — Fusicladiopsis Karak. & Vassiljevsky, 1937, nom. illeg. — Fusicladium Bonord., 1851